# Adolfo Tunesi
Adolfo Tunesi (Cento, 27 agosto 1887 – Bologna, 29 novembre 1964) è stato un ginnasta italiano.
Ha vinto due medaglie ai Giochi della V Olimpiade di Stoccolma: un bronzo nel concorso individuale, con 131,50 punti, e un oro in quello a squadre (squadra composta, oltre da Tunesi, da Pietro Bianchi, Guido Boni, Alberto Braglia, Giuseppe Domenichelli, Carlo Fregosi, Alfredo Gollini, Francesco Loi, Luigi Maiocco, Giovanni Mangiante, Lorenzo Mangiante, Serafino Mazzarocchi, Guido Romano, Paolo Salvi, Luciano Savorini, Giorgio Zampori, Umberto Zanolini, Angelo Zorzi).